# Пассар Андрій Олександрович
Пассар Андрій Олександрович (25 березня 1925 — 3 січня 2013) — нанайский радянський і російський поет, заслужений працівник культури. З 1955 року член Союзу письменників СРСР. З 1956 року — член КПРС. Почесний громадянин нанайськими району Хабаровського краю.

## Біографія
З сім'ї мисливця і рибалки, походження з давнього нанайського роду «Червоні вовки».
У 1943 році був призваний в армію, п'ять років служив на далекосхідному кордоні. Був снайпером, воював під час Другої світової війни на Далекому Сході.
У 1948 році вступив на підготовчі курси Ленінградського педагогічного інституту імені О. І. Герцена . На цей час припадає початок літературної діяльності Пассара.
У 1949 році його твори почали друкуватися.
Перепробував кілька спеціальностей: був і міліціонером, інкасатором в Держбанку, вихователем, молодшим науковим співробітником в краєзнавчому музеї і навіть заступника редактора газети «Шлях до комунізму» (Комсомольський район).
У 1952 році в Хабаровську вийшла його перша збірка віршів «Сонячне світло» нанайською мовою (незабаром його перевели російською). Вірші Андрія Пассара були присвячені рідному краю і сучасному життю нанайского народу.
У 1950-ті роки займався перекладом віршів нанайською мовою, серед яких були твори Володимира Маяковського та Петра Комарова.
У 1960 році закінчив Вищі літературні курси при Спілці письменників СРСР. Повернувся на Далекий Схід, жив на Сахаліні.
Остання його книга — поема «Бичэхэ Европачи. Лист до Європи» нанайською і російською мовами вийшла в 2010 році. Це поетичне антифашистське звернення до 26 німецьким солдатам, яких поодинці взяв у полон його двоюрідний брат, снайпер Олександр Пассар, за що і отримав високе звання Героя Радянського Союзу.